# GVAV in het seizoen 1956/57
Het seizoen 1956/1957 was het derde jaar in het bestaan van de Groningse betaaldvoetbalclub GVAV. De club kwam uit in de Nederlandse Eredivisie en eindigde daarin op de 14e plaats. Tevens deed de club mee aan het toernooi om de KNVB beker, hierin werd de club in de derde ronde uitgeschakeld door Veendam (0–1).

## Wedstrijdstatistieken

### Eredivisie
|       | Ajax  | Amsterdam | BVV   | DOS   | Eindhoven | Elinkwijk | Sportclub Enschede | Feijenoord | Fortuna '54 | MVV   | NAC   | NOAD  | PSV   | Rapid JC | Sparta | VVV   | Willem II |
| ----- | ----- | --------- | ----- | ----- | --------- | --------- | ------------------ | ---------- | ----------- | ----- | ----- | ----- | ----- | -------- | ------ | ----- | --------- |
| Thuis | 1 – 1 | 1 – 1     | 3 – 2 | 3 – 2 | 1 – 1     | 1 – 2     | 0 – 3              | 4 – 2      | 2 – 0       | 0 – 0 | 1 – 2 | 2 – 0 | 1 – 5 | 1 – 3    | 2 – 2  | 0 – 1 | 5 – 3     |
| Uit   | 4 – 2 | 0 – 1     | 1 – 2 | 7 – 1 | 1 – 1     | 0 – 5     | 1 – 1              | 2 – 1      | 3 – 2       | 2 – 0 | 2 – 0 | 3 – 2 | 5 – 2 | 2 – 2    | 2 – 2  | 1 – 0 | 0 – 0     |

### KNVB beker
| 1e ronde                                                       | GVAV                           | 2 – 1 (2 – 1) | Hellas VC                                                |
| 19 augustus 1956 Plaats: Groningen Oosterpark                  | Heiko Wolda 1' Henk Medema 15' |               | –' (pen.) Elsinga                                        |
| 2e ronde                                                       | BNC                            | 0 – 4 (0 – 3) | GVAV                                                     |
| 16 september 1956 Plaats: Finsterwolde Sportpark de Hardenberg |                                |               | 3', 13' Heiko Wolda 35' Alie Kruger 55' Rikkert La Crois |
| 3e ronde                                                       | GVAV                           | 0 – 1 (0 – 0) | Veendam                                                  |
| 26 december 1956 Plaats: Groningen Oosterpark                  |                                |               | 60' Mattheus Korte                                       |

## Statistieken GVAV 1958/1959

### Eindstand GVAV in de Nederlandse Eerste divisie B 1958 / 1959
| Stand | Gespeeld | Gewonnen | Gelijk | Verloren | Punten | Doelpunten voor | Doelpunten tegen |
| ----- | -------- | -------- | ------ | -------- | ------ | --------------- | ---------------- |
| 3e    | 34       | 9        | 10     | 15       | 28     | 52              | 66               |

### Topscorers
| #      | Naam             | Goal |
| ------ | ---------------- | ---- |
| 1.     | Johnny de Grooth | 11   |
| 1.     | Piet de Koe      | 11   |
| 3.     | Rikkert La Crois | 9    |
| 4.     | Alie Kruger      | 5    |
| 4.     | Heiko Wolda      | 5    |
| 6.     | Klaas Buist      | 3    |
| 6.     | Jan Reitsma      | 3    |
| 8.     | Henk Meuken      | 2    |
| 9.     | Dick Hellinga    | 1    |
| 9.     | Henk Medema      | 1    |
| Totaal | Totaal           | 51   |

| #      | Naam             | Goal |
| ------ | ---------------- | ---- |
| 1.     | Heiko Wolda      | 3    |
| 2.     | Rikkert La Crois | 1    |
| 2.     | Alie Kruger      | 1    |
| 2.     | Henk Medema      | 1    |
| Totaal | Totaal           | 6    |

## Voetnoten
Ajax ·
Amsterdam ·
BVV ·
DOS ·
Eindhoven ·
Elinkwijk ·
Sportclub Enschede ·
Feijenoord ·
Fortuna '54 ·
GVAV ·
MVV ·
NAC ·
NOAD ·
PSV ·
Rapid JC ·
Sparta ·
VVV ·
Willem II